# Parque Quase-Nacional Yaba-Hita-Hikosan
O Parque Quase-Nacional Yaba-Hita-Hikosan é um parque quase-nacional localizado nas prefeituras japonesas de Fukuoka, Kumamoto e Oita. Estabelecido em 29 de julho de 1950, tem uma área de 85 023 hectares.